# Fantastic Four (film fra 2005)
 For alternative betydninger, se Fantastic Four (flertydig). (Se også artikler, som begynder med Fantastic Four)
Fantastic Four er en superheltefilm fra 2005, baseret på Marvel Comics' tegneserie Fantastic Four (De Fantastiske Fire). Den er instrueret af Tim Story og udgivet af 20th Century Fox. Dette er det andet forsøg på en live-udgave af Fantastic Four, hvor det første forsøg var en lavbudgetfilm instrueret af Roger Corman, der aldrig fik en officiel premiere.
Filmen havde premiere i USA den 8. juli og den 4. august 2005 i Danmark og var den 3. superheltefilm det år, efter Elektra og Batman Begins.

## Skuespillere
| Skuespiller      | Rolle                         |
| ---------------- | ----------------------------- |
| Ioan Gruffudd    | Reed Richards / Mr. Fantastic |
| Jessica Alba     | Susan Storm / Invisible Woman |
| Michael Chiklis  | Ben Grimm / The Thing         |
| Chris Evans      | Johnny Storm / Human Torch    |
| Julian McMahon   | Victor von Doom / Doctor Doom |
| Hamish Linklater | Leonard                       |
| Kerry Washington | Alicia Masters                |
| Laurie Holden    | Debbie McIlvane               |
| David Parker     | Ernie                         |
| Kevin McNulty    | Jimmy O'Hoolihan              |
| Maria Menounos   | Sygeplejerske                 |
| Michael Kopsa    | Ned Cecil                     |
| Stan Lee         | Willie Lumpkin                |

Som i næsten alle tidligere Marvel Comics-baseret film, har Fantastic Four-medskaberen Stan Lee en cameorolle. Han spiller i denne film Willie Lumpkin, postbuddet, der jubler over teamet på deres vej til Baxter Buildings elevator

## Indtjening
Filmen opnåede en score på 26% positive anmeldelser på kritikersitet Rotten Tomatoes og 40% på Metacritic Filmen blev kritiseret for dens dårlige fysikkundskaber og at have for lidt action. På den positive side, roste anmeldere og fans Chris Evans og Michael Chiklis' optræden, med deres gode portrætteringer og den gode kemi imellem dem. Ioan Gruffud og Julian McMahon fik begge meget blandede anmeldelser for deres optrædener. Jessica Albas optræden blev ikke specielt godt modtaget og hun fik endda en Razzie-nomination i kategorien "Worst Actress".
Ved box office opnåede Fantastic Four førstepladsen med en indtjening på $56,061,504 i premiereugen. Ved september 2005, havde filmen indtjent over $330 millioner verden over, inklusiv en amerikansk bruttoindtjening på $154 million.

## Eksterne links
- Fantastic Four på Internet Movie Database (engelsk)
- Fantastic Four på Filmdatabasen
- Fantastic Four på Scope
- Fantastic Four i Svensk Filmdatabas (svensk)
- Fantastic Four på AlloCiné (fransk)
- Fantastic Four på MovieMeter (nederlandsk)
- Fantastic Four på AllMovie (engelsk)
- Fantastic Four hos British Film Institute (engelsk)
- Fantastic Four på Turner Classic Movies (engelsk)
- Fantastic Four på The Movie Database (engelsk)
- Fantastic Four: Comic vs. Film Arkiveret 10. oktober 2008 hos  Wayback Machine
- Detailed Comparison between Theatrical Version and Extended Cut Arkiveret 30. marts 2009 hos  Wayback Machine
- Officiel side arkiveret på archive.org
- Fantastic Four movies on Marvel.com Arkiveret 10. december 2006 hos  Wayback Machine  (Webside ikke længere tilgængelig)
- Officielle side Arkiveret 24. november 2015 hos  Wayback Machine  (Webside ikke længere tilgængelig)